# Friedhelm Frontzeck
Friedhelm Frontzeck (Keulen, 15 maart 1938 – 22 februari 2024) was een Duitse voetballer. Hij speelde voor Borussia Mönchengladbach en VVV, meestal als middenvelder.

## Loopbaan
Tussen 1959 en 1963 speelde Frontzeck 51 competitiewedstrijden voor Borussia Mönchengladbach in de Oberliga West, destijds het hoogste niveau in West-Duitsland. Hij maakte deel uit van het elftal dat op 5 oktober 1960 de DFB-Pokal veroverde dankzij een 3-2 overwinning op Karlsruher SC. Hierdoor kwalificeerde Borussia zich voor de eerste editie van de Beker der bekerwinnaars (Europa Cup II). In de kwartfinale werd de Duitse bekerwinnaar uitgeschakeld door de latere finalist Glasgow Rangers. Frontzeck speelde zowel in de heen- als de terugwedstrijd. In de zomer van 1963 maakte hij samen met zijn ploeggenoot Hans Göbbels de overstap naar eerstedivisionist VVV. Een jaar later stopte Frontzeck met betaald voetbal en koos hij voor zijn maatschappelijke carrière.
Frontzeck overleed op 22 februari 2024 op 85-jarige leeftijd.

## Clubstatistieken
| Seizoen        | Club                     | Competitie     | Competitie | Competitie | Beker | Beker | Overig1 | Overig1 | Totaal | Totaal |
| Seizoen        | Club                     | Competitie     | Wed.       | Dlp.       | Wed.  | Dlp.  | Wed.    | Dlp.    | Wed.   | Dlp.   |
| -------------- | ------------------------ | -------------- | ---------- | ---------- | ----- | ----- | ------- | ------- | ------ | ------ |
| 1959/60        | Borussia Mönchengladbach | Oberliga West  | 24         | 0          | 2     | 0     | –       | –       | 26     | 0      |
| 1960/61        | Borussia Mönchengladbach | Oberliga West  | 22         | 1          | –     | –     | 2       | 0       | 24     | 1      |
| 1961/62        | Borussia Mönchengladbach | Oberliga West  | 4          | 0          | –     | –     | –       | –       | 4      | 0      |
| 1962/63        | Borussia Mönchengladbach | Oberliga West  | 1          | 0          | –     | –     | –       | –       | 1      | 0      |
| 1963/64        | VVV-Venlo                | Eerste divisie | 21         | 0          | 1     | 0     | –       | –       | 22     | 0      |
| Carrièretotaal | Carrièretotaal           | Carrièretotaal | 72         | 1          | 3     | 0     | 2       | 0       | 77     | 1      |

1Overige wedstrijden, te weten Europacup II.

## Trivia
Frontzeck's zoon Michael was eveneens profvoetballer en speelde 19 interlands voor het Duits voetbalelftal. Na zijn spelerscarrière bij o.m. Borussia Mönchengladbach, VfB Stuttgart en Manchester City begon hij aan een trainersloopbaan. Hij was o.a. werkzaam bij Arminia Bielefeld, Borussia Mönchengladbach, FC St. Pauli en Hannover 96. Hij was ook assistent-coach bij VfL Wolfsburg.